# Estaing (Pireneje Wysokie)

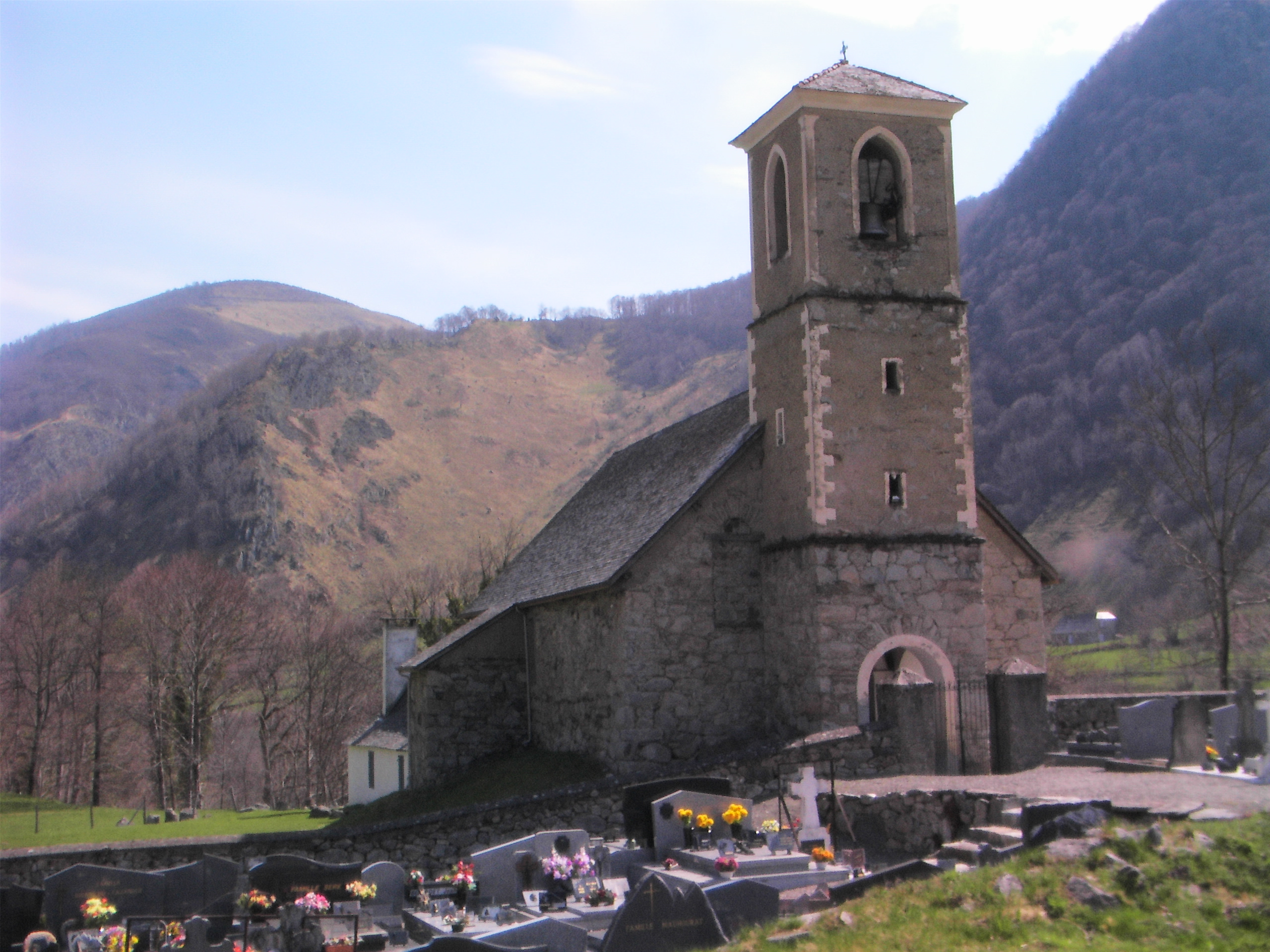
Kościół w Estaing, 2010

Estaing – miejscowość i gmina we Francji, w regionie Oksytania, w departamencie Pireneje Wysokie.
Według danych na rok 1990 gminę zamieszkiwało 86 osób, a gęstość zaludnienia wynosiła 1 osobę/km² (wśród 3020 gmin regionu Midi-Pireneje Estaing plasuje się na 977. miejscu pod względem liczby ludności, natomiast pod względem powierzchni na miejscu 31.).